# Рот, Рудольф фон
Рудольф фон Рот; при рождении Вальтер Рудольф Рот (нем. Walter Rudolph Roth, 3 апреля 1821, Штутгарт — 23 июня 1895, Тюбинген) — немецкий индолог и религиовед, один из основателей ведийской филологии. Главным трудом является монументальный санскритский словарь, составленный совместно с Отто фон Бётлингком.

## Биография
Рудольф фон Рот родился в Штутгарте в семье Христофа Вильгельма Рота (1781—1834) и Каролины Регины, урождённой Вальтер (ум. в 1825 году). Он получил образование в университетах Тюбингена (у Георга Генриха Эвальда) и Берлина. Продолжил учёбу в Париже (у Эжена Бюрнуфа) и Лондоне, где занимался ведийскими и авестийскими рукописями в India House и Бодлианской библиотеке. В 1845 году Рудольф фон Рот прошёл хабилитацию и в 1848 году был назначен экстраординарным, а в 1856 году ординарным профессором восточных языков в университете Тюбингена. Заняв также должность главного библиотекаря университета, учёный в 1865 году составил каталог индийских рукописей в университетской библиотеке. В 1861 году он был избран в Прусскую академию наук.
В январе 1872 года за свои заслуги в востоковедении Рудольф фон Рот был награждён Орденом вюртембергской короны (Рыцарь 1 класса) и дворянским титулом. В 1891 году стал командором того же ордена.

## Труды
Главным трудом учёного является монументальный «Sanskrit Wörterbuch», составленный совместно с Отто фон Бётлингком и опубликованный Санкт-Петербургской академией наук в 1853—1895 годах в семи томах. Также Рудольф фон Рот издал «Нирукту» Яски (1852) и Атхарва-веду (1856—1857) совместно с Уильямом Уитни.
В число его исследований входят: Zur Litteratur und Geschichte des Veda (1846), Ueber den Mythus von den fünf Menschengeschlechtern (1860); Ueber die Vorstellung vom Schicksal in der indischen Sprachweisheit (1866); Der Atharva-Veda in Kaschmir (1875) и Ueber Yaçna 31 (1876).
Много печатался в научных журналах, в основном по ведийской тематике, но также затрагивал темы индийской медицины и Авесты.